# Splitski kanal
Splitski kanal je kanal v Jadranskem morju ob obali celinske Dalmacije, ki ga določajo južne obale otoka Čiovo, severne obale otoka Šolte in zahodne obale otoka Brač. Dostopen je z odprtega morja skozi Drveniški kanal ali Šoltski kanal z zahoda in skozi ožino Splitska vrata - ozki prehod med Šolto in Bračem južno od Splitskega kanala. Na vzhodu je Splitski kanal povezan z Braškim kanalom. Vse dostopne poti so namenjene predvsem tovornim ladjam.
Splitski kanal in Splitska vrata, poimenovana po bližnjem mestu Split, sta najbolj neposredni poti iz mednarodnih voda do splitskega pristanišča. V Splitskih vratih leži otok Mrduja, otoček, ki je znan kot prelomnica lokalne regate Mrduja, vsakoletnega tekmovanja v jadranju.
Na braški strani leži globok zaliv Milna in vas Milna. Na šoltski strani kanala v neposredni bližini ni naselij.